# برت کوپر (مفسر)
برت کوپر (به انگلیسی: Brett Cooper) بازیگر، صاحب‌نظر سیاسی محافظه‌کار و شخصیت رسانه‌ای آمریکایی است. کوپر میزبان کانال یوتیوب The Comments Section with Brett Cooper (بخش نظرات با برت کوپر) است که توسط دیلی‌وایر تهیه شده‌است.

## سنین جوانی و تحصیل
کوپر در چاتانوگا، تنسی بزرگ شد، و هنگامی که ۱۰ ساله بود، به لس آنجلس، کالیفرنیا نقل مکان کرد، جایی که شروع به دنبال کردن حرفه بازیگری کرد. برای تقریباً ده سال، او نقش‌هایی در تئاتر، تلویزیون و فیلم، از جمله نقش سیاهی‌لشکر در فیلم راهنمایی والدین در سال ۲۰۱۲ داشت.
کوپر از دانشگاه کالیفرنیا، لس آنجلس فارغ‌التحصیل شد و در رشته ادبیات انگلیسی و کسب و کار از مدرسه کسب‌وکار هاس دانشگاه کالیفرنیا، برکلی فارغ‌التحصیل شده‌است. او برای بنیاد آموزش اقتصادی نوشته‌است و سفیر پراگریو و نقطه عطف ایالات متحده آمریکا بوده‌است.

## بخش نظرات با برت کوپر
در مارس ۲۰۲۲، ویک نمایش کوپر را به عنوان «هدف جذب مخاطبان نسل زد در تیک تاک و یوتیوب» توصیف کرد. در مارس ۲۰۲۳، سازمان غیرانتفاعی دیده‌بان رسانه مدیا مترز گفت که کوپر توهین‌های مت والش، همکارش در دیلی وایر را که بعداً به دلیل نقض خط‌مشی‌های یوتیوب و دستورالعمل‌های تبلیغات‌پسند، در یوتیوب غیرفعال شد، علیه اینفلوئنسر دیلن مولوینی «بازپخش و تمجید» کرده‌است.

## زندگی شخصی
کوپر در اکتبر ۲۰۲۳ اعلام کرد که نامزد کرده‌است.

## فیلم‌شناسی

### فیلم
| سال  | عنوان                  | نقش                     | یادداشت               |
| ---- | ---------------------- | ----------------------- | --------------------- |
| ۲۰۱۲ | راهنمایی والدین        | دانشجوی سخنرانی         | بدون ذکرنام در تیتراژ |
| ۲۰۱۷ | بابی و گیل             | بابی گرت                |                       |
| ۲۰۲۳ | لیدی بالرز             | استیسی سانتیاگو اوبراین |                       |
| ۲۰۲۴ | سفیدبرفی و ملکه شیطانی | سفیدبرفی                | در حال تولید          |
| TBA  | ۵۰۰ کرم شب‌تاب          | ژوئن                    | پس‌تولید               |

### تلویزیون
| سال  | عنوان                              | نقش                         | یادداشت |
| ---- | ---------------------------------- | --------------------------- | ------- |
| ۲۰۱۶ | زندگی گورتیمر گیبون در خیابان عادی | جسیکا                       | ۲ قسمت  |
| ۲۰۱۷ | تیراندازی                          | تس بریلند                   | ۴ قسمت  |
| ۲۰۱۸ | هدرز                               | برایانا پارکر/"تریلر پارکر" | ۸ قسمت  |
| ۲۰۲۳ | چیپ چیلا                           | الن سنجاب (صدا)             | ۱ قسمت  |
| ۲۰۲۴ | چرخه پندراگون                      | گانیده                      | TBA     |